# Opsporing Verzocht
Opsporing Verzocht is een Nederlands televisieprogramma van AVROTROS.

## Geschiedenis

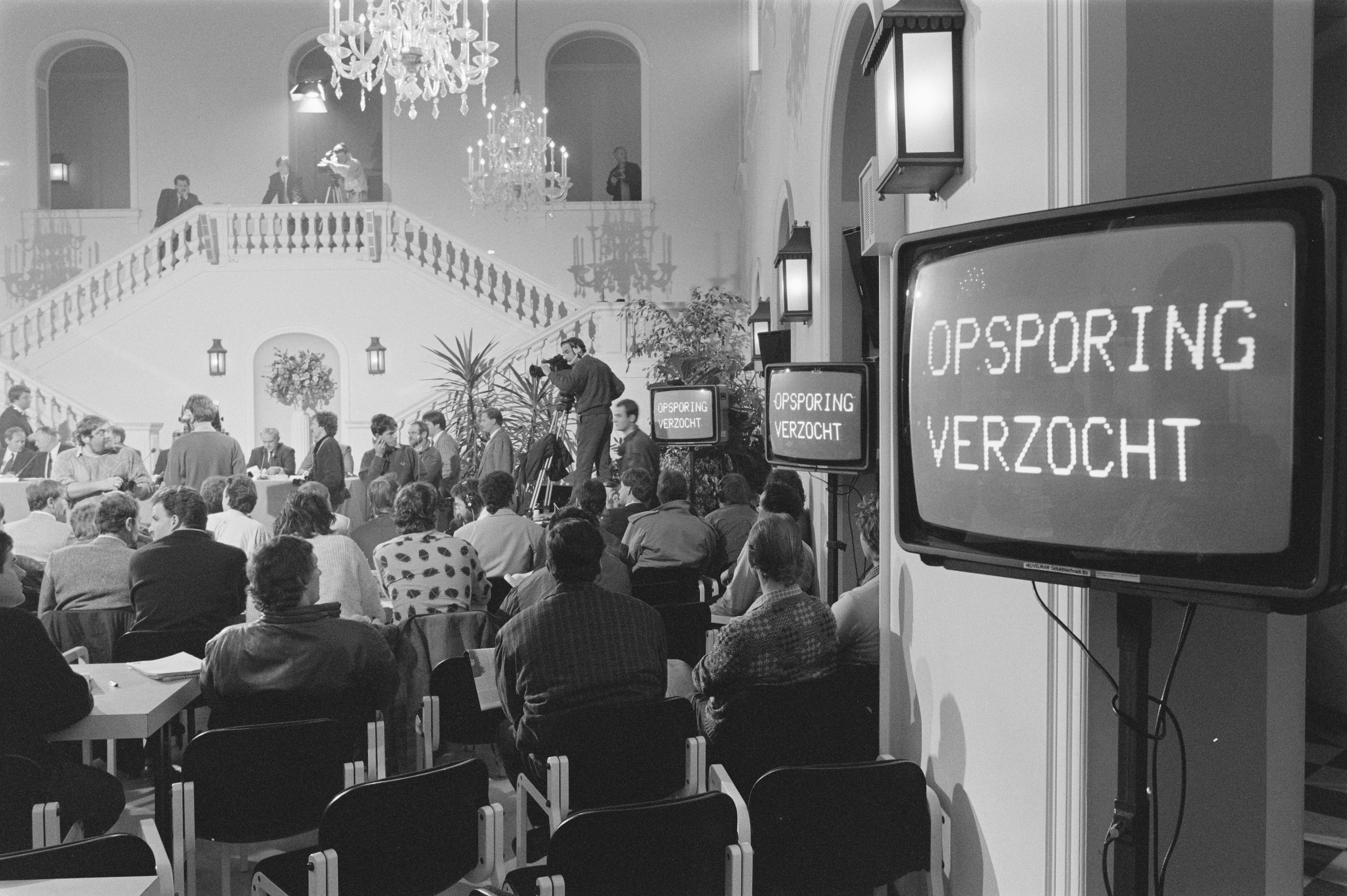
Persconferentie i.v.m. de ontvoering van Gerrit Jan Heijn in het programma Opsporing Verzocht. (1987)

De eerste proefaflevering werd op 14 oktober 1975 uitgezonden door de AVRO en ging onder meer over de verdwijning van Marjo Winkens. De tweede proefaflevering werd op 8 maart 1976 uitgezonden. De eerste officiële aflevering of de derde aflevering werd op 15 november 1982 rechtstreeks uitgezonden vanuit het toenmalige Hoofdbureau van de Gemeentepolitie 's-Gravenhage. Het programma wordt tegenwoordig rechtstreeks uitgezonden op de dinsdagavond. Lichtend voorbeeld voor het programma is het reeds lang bestaande Duitse opsporingsprogramma Aktenzeichen XY … ungelöst, waarbij van meet af aan reconstructies door acteurs werden nagespeeld.
In Opsporing Verzocht ging men pas veel later hier toe over en was vooral in het begin de presentatie vrij droog met lange opsommingen van de feiten door een politiemedewerker.
In het programma wordt de kijker opgeroepen te bellen met de studio, als hij/zij meer informatie heeft over een politiezaak waarvoor in de uitzending aandacht van getuigen gevraagd wordt. Veelal komen moordzaken en overvallen aan bod, maar het kan ook gaan over ander crimineel gedrag van daders die de politie hoopt te vinden. Ook wordt zo nu en dan een oude zaak opnieuw behandeld wanneer er nieuwe feiten bekend zijn. Verder worden gevonden gestolen voorwerpen in beeld gebracht in de hoop de eigenaar terug te vinden. Men heeft ook de mogelijkheid om de informatie anoniem te melden en ook kan middels een digitaal, beveiligd tipformulier de informatie door worden geven.
Het programma is een samenwerking tussen het Openbaar Ministerie, de politie en AVROTROS. Vaak worden de oproepen aangevuld met compositietekeningen, bewakingsbeelden en reconstructies.
In oktober 2012 werd de duizendste aflevering uitgezonden. Op 14 november 2017 werd in de uitzending kort stilgestaan bij de 35e verjaardag van het programma. Op dat moment waren er 1224 afleveringen gemaakt. Op 7 mei 2024 werd de 1500e aflevering uitgezonden.

### Invloed
Na onderzoek van de Erasmus Universiteit bleek dat het programma de kans op het oplossen van een zaak van 25 naar 40 procent verhoogt.

## Presentatie
Anniko van Santen presenteert Opsporing Verzocht, daarnaast is ze ook eindredacteur van het programma. Jaap Jongbloed of Roos Moggré is vervangend presentator. Bij sommige zaken zijn er verslaggevers ter plaatse. Woordvoerders van eenheden van de Nationale Politie in Nederland vertellen live in de studio, of via een rechtstreekse verbinding met politiebureaus in het land, achtergrondinformatie over een zaak. In het verleden presenteerden Jaap van Meekren, Will Simon,   Jan Scholtens, Catherine Keyl, Nelleke van der Krogt, Dirk Kuin, Frits Sissing en Sipke Jan Bousema het programma.

## Uitzending
Aanvankelijk werd het programma op de vaste AVRO-avond uitgezonden en duurde ongeveer 45 minuten met in de eerste twee uitzendingen later op de avond een korte tweede uitzending waarin de resultaten werden bekendgemaakt. Later werd het wekelijks uitgezonden maar dan met een uitzending van ongeveer een half uur. Daarna was het programma het hele jaar door te zien op de dinsdagavond op NPO 1 om 20.35 uur met een korte zomer- en winterstop. In het najaar van 2020 is het programma in de aandacht geweest, omdat de NPO het programma wilde inkorten tot 30 minuten en het ook op een later tijdstip wilde uitzenden. Sinds januari 2021 werd het programma dan ook tijdelijk ingekort tot 30 minuten en uitgezonden om 21.30 uur. In de maanden juni, juli en augustus is er een zomerstop, per jaar verschillend van lengte, of kortere uitzendingen. De uitzendingen zijn terug te zien via NPO Start, totdat een zaak is opgelost. In het programma wordt zaak na zaak behandeld, met politiewoordvoerders van de betrokken eenheid. Ook is er een korte terugblik op de resultaten van de vorige uitzending. Sinds 2023 wordt het programma uitgezonden op NPO 2 en werd de uitzending weer 40 á 45 minuten. Momenteel duurt een uitzending weer 30 minuten.

## Opsporing Verzocht Flits
Vanaf maandag 10 maart 2025 is er een kort extra programma van 10 minuten op de maandagavond om 21.10 uur waarbij de focus ligt op misdrijven die zijn vastgelegd op bewakingscamera's waarbij de daders duidelijk in actie te zien zijn waarbij het Nederlandse publiek de kans krijgt de misdrijven te helpen oplossen. Ook wordt er gewaarschuwd voor bijvoorbeeld nepmails en oplichtingstrucs.

## Trivia
- Bij een aantal regionale zenders wordt een lokale versie van Opsporing Verzocht uitgezonden waarmee wordt samengewerkt; bij AT5 onder de naam 'Bureau 020', bij RTV Utrecht 'Bureau Hengeveld', bij RTV NH 'Bureau NH', bij Omroep West 'Team West', bij RTV Rijnmond 'Bureau Rijnmond', bij Tv Gelderland/RTV Oost 'Plaats Delict' en bij Omroep Brabant 'Bureau Brabant'.
- Op 3 september 2013 bracht Opsporing Verzocht voor het eerst een cybercrime-zaak. Hierin werd onthuld dat de Nederlandse politie een groot onderzoek doet naar ransomware en werd gezocht naar een Nederlands sprekende verdachte.
- Aan het eind van de uitzending wenst de presentator de kijker in plaats van een prettige avond "een heel veilige avond".
- Op dinsdag 20 februari 2018 kwam Opsporing Verzocht vanuit het gemeentehuis van Landgraaf voor een speciale uitzending rondom de dood van Nicky Verstappen. Een groot DNA-verwantschapsonderzoek was de aanleiding om de Hilversumse studio eenmalig te verlaten.
- Op 14 november 2023 werd dankzij het programma een 55-jarige man uit Den Haag aangehouden die werd verdacht van een overval op een juwelierszaak in Rotterdam-Kralingen. Hij had een romantisch onderonsje met zijn vrouw en zapte naar het programma toen hij de afstandsbediening van de TV zag liggen. Dat bleek een slechte zet te zijn. Zijn vrouw herkende hem toen er beelden werden uitgezonden van de overval. Zijn vrouw kon toen niks anders doen dan hem afleveren bij het politiebureau waar hij meteen werd gearresteerd en een nacht in de cel moest doorbrengen.[8][9]